# Associação Regionalista Galega
A Associação Regionalista Galega (ARG) foi uma organização política regionalista da Galiza (Espanha) ativa entre 1890 e 1892.
Em novembro de 1890 se constituiu em Santiago de Compostela o Comitê Central Regionalista presidido por Manuel Murguía, ainda que a maioria de seus membros veio do tradicionalismo. Entre eles destacavam Alfredo Brañas, Salvador Cabeza de León, José Tarrío e Juan Barcia Caballero. Em 1891 se formaram comitês locais, já sob o nome de Associação Regionalista Galega, em Lugo, Corunha, Ourense, Pontevedra e Tui. Em total não chegou a muito mais de 50 associados, ainda que nas eleições municipais de Santiago, José Tarrío saiu elegido vereador.
La Patria Gallega (1891-1892) foi seu corpo oficial, dirigido por Murguía, e no que Brañas escreveu artigos importantes para a evolução posterior do regionalismo. Entre as ações da ARG destaca a organização dos Jogos Florais de Tui em 1891, nos que Brañas e Murguía empregaram o galego pela primeira vez em um ato público.
As diferenças entre tradicionalistas e liberais impediu a consolidação da organização, embora fosse uma etapa muito importante na formação de um sentimento nacional galego, ao ser a primeira organização política regionalista que existiu na Galiza.